# チャリティーソング
チャリティーソングとは災害被害やエイズや難病患者支援、発展途上国支援などの支援金や義捐金の寄付のために制作された歌のことで、収録されたレコードやCD、ミュージッククリップを収録したビデオやDVDの売上、またネット配信のダウンロード料金が全額義捐金や支援金として使われる。いわゆる慈善活動の一つの形態である。

## 主なチャリティーソング
チャリティーの趣旨も併記する。

### 自然災害の復興支援
- さだまさしと仲間たち「SMILE AGAIN」 - 雲仙岳噴火災害被災者支援
- 嘉門達夫「怒りのグルーヴ 〜震災篇〜」  - 阪神・淡路大震災復興支援
- 平松愛理「美し都〜がんばろやWe love KOBE〜」  - 阪神大震災被災者支援
- 小林幸子「越後絶唱」 - 新潟県中越地震復興支援[1]
- 中島美嘉「ALL HANDS TOGETHER」 - ハリケーン・カトリーナの被害を受けたニューオーリンズへの支援
- Bank Band「はるまついぶき」 - 新潟県中越沖地震支援
- 東北ゆかりの芸能人たち「花は咲く」 - 東日本大震災復興支援
- EXILE「Rising Sun」 - 東日本大震災復興支援
- がんばろうニッポン 愛は勝つ シンガーズ「 愛は勝つ」 - 東日本大震災復興支援
- チーム・アミューズ!!「Let's try again」 - 東日本大震災復興支援
- 嘉門達夫「希望のマーチ、怒りのグルーヴ ～震災篇2011～」 - 東日本大震災復興支援
- AKB48「掌が語ること」 - 東日本大震災復興支援

### 病気の予防・救済
※家畜伝染病を含む。
- 桑田佳祐&Mr.Children「奇跡の地球」 - Act Against AIDSによるエイズ患者救済募金活動の一環
- オールナイトニッポン・パーソナリティーズ「今、僕たちにできる事」 - STOP AIDSキャンペーンの一環
- 小渕健太郎×今井美樹 with 黒田俊介+布袋寅泰「太陽のメロディー」 - 2010年日本における口蹄疫の流行で被害を受けた宮崎県支援
- 東京プリンとたいせつな仲間たち「明日笑っていられるように」 - がんの予防・早期発見を目的とした日本対がん協会へ寄付
- Twenty★Twenty「smile」 - 新型コロナウイルス拡大防止の支援活動『Smile Up!Project』による支援ソング

### その他
- USA for Africa「We Are The World」 - アフリカの飢餓救済
- ヒア・アンド・エイド「Stars」  - アフリカの飢餓救済
- 世界はともだち「世界はひとつ輪になろう」「君はひとりじゃないんだよ」 - 世界の恵まれない子供たちを救うことを目的とした日本ユニセフ協会へ寄付。国会議員の超党派有志ら著名人による『世界はともだちチャリティレコード発起人会』の企画によるチャリティーレコード。1986年の国際平和年（英語版）にちなみ制作。
- フェリー・エイド「レット・イット・ビー」 - 1987年に発生したフェリー転覆事故による被害救済
- 加山雄三、谷村新司「サライ」 -「24時間テレビ」のチャリティー募金
- TK presents こねっと「YOU ARE THE ONE」 - 日本国内の小学校パソコン普及
- hound dog//DPS 9.0「DO IT」 - スポーツ振興[2]。
- N.M.L. (NO MORE LANDMINE)「ZERO LANDMINE」 - 地雷埋没国の地雷除去支援
- NAMIE AMURO & VERBAL「lovin'it」 - アメリカ同時多発テロ事件支援
- SEKAI NO OWARI「Hey Ho」 - 動物殺処分ゼロプロジェクト支援